# بیلدشتاین
بیلدشتاین (به آلمانی: Bildstein) یک منطقهٔ مسکونی در اتریش است که در ناحیه برگنتس واقع شده‌است. بیلدشتاین ۷۶۸ نفر جمعیت دارد.